# Antoniadi (cratera marciana)
Antoniadi é uma cratera em Syrtis Major Planum, Marte, localizada a 21.5° latitude norte e 299.2° longitude oeste.  Seu diâmetro é de 394 km e seu nome vem de Eugène Michael Antoniadi, um astrônomo francês nascido na Turquia (1870-1944).
Há evidências de que a cratera Antoniadi conteve outrora rios e lagos. A imagem ao lado mostra um canal invertido em Antoniadi, visto pela HiRISE.  Canais invertidos se formam a partir de sedimentos acumulados cimentados por minerais. Esses canais se erodiram para a superfície, cobrindo então toda a área com sedimentos. Quando os sedimentos foram posteriormente erodidos, o lugar onde o rio existira permaneceu pois o material endurecido era resistente à erosão.

## Relevo invertido
Alguns locais em Marte apresentam relevos invertidos. Nessas localidades, um leito fluvial pode ser uma formação elevada, ao invés de um vale. Os antigos canais de fluxo invertidos podem ter sido causados pela deposição de grandes rochas ou cimentação. Em qualquer caso a erosão desgastaria a terra circundante deixando um antigo canal como um tergo elevado, pois um tergo é mais resistente à erosão. A imagem na caixa ao lado, obtida pela HiRISE da cratera Antoniadi, mostra tergos sinuosos e antigos canais que se inverteram.